# سترلیتسه (ناحیه پلزن-جنوبی)
سترلیتسه (به چکی: Střelice) یک منطقهٔ مسکونی در جمهوری چک است که در Plzeň-South District واقع شده‌است. سترلیتسه ۵٫۰۹ کیلومتر مربع مساحت و ۱۳۹ نفر جمعیت دارد و ۳۵۲ متر بالاتر از سطح دریا واقع شده‌است.